# Sarchí Norte
Sarchí Norte, o semplicemente Sarchí è un distretto della Costa Rica, capoluogo del cantone di Valverde Vega, nella provincia di Alajuela.